# Saint-Pierre-lès-Franqueville
Saint-Pierre-lès-Franqueville település Franciaországban, Aisne megyében. Lakosainak száma 41 fő (2022. január 1.). Saint-Pierre-lès-Franqueville Franqueville, Gercy, Lemé, Saint-Gobert és Voulpaix községekkel határos.

## Népesség
A település népessége az elmúlt években az alábbi módon változott:
| Lakosok száma | 91   | 71   | 52   | 58   | 63   | 54   | 53   | 48   | 45   | 41   |
|               | 1968 | 1982 | 1990 | 2006 | 2013 | 2015 | 2017 | 2019 | 2020 | 2022 |